# Android
Android (транскрипция: Андроид) е операционна система на Google Inc. за мобилни устройства, базирана на ядрото на Linux. Тя е създадена, поддържана и развивана първоначално от Android Inc., която е купена от Google Inc. през 2005 г.
Пускането ѝ на пазара на 5 ноември 2007 г. е съпроводено с основаването на Open Handset Alliance – консорциум от хардуерни, софтуерни и телекомуникационни компании за развиването на отворени стандарти при мобилните устройства. Google пуска фронтенд кода под свободен лиценз.
За развитието на Android се грижат голям брой софтуерни разработчици, които създават така наречените „apps“ (Applications) – малки приложения, които разширяват функционалността на системата. Приложенията могат да бъдат сваляни от различни сайтове в интернет или от големи онлайн магазини, като Android Market (впоследствие преименуван на Google Play) – магазинът на Google. По данни към юни 2018 г. за Android има над 3 300 000 приложения. Приложенията се пишат предимно на Java, Python или Ruby.
За последното тримесечие на 2010 г. Android вече е определена като най-продаваната платформа за смартфони в света. Популярността на системата непрекъснато расте и през второто тримесечие на 2014 г. 86% от продадените смартфони са с инсталирана операционната система Android. Към началото на 2017 г. Android работи на по-голямата част от смартфоните в почти всички страни в света, с изключение на САЩ, Канада, Австралия, Япония.

## История
Компанията Android Inc. е основана в Пало Алто, Калифорния, през октомври 2003 г. от Анди Рубин (съосновател на компанията Danger), Рич Майнър, (съосновател на Wildfire Communications, Inc.), Ник Сиърс (бивш вицепрезидент в T-Mobile) и Крис Уайт (начело на дизайна и разработката на интерфейса на WebTV), за да развиват, по думите на Рубин, „по-умни мобилни устройства, които са по-наясно с местоположението и предпочитанията от притежателя си“.
Първоначалните намерения са да се разработи усъвършенствана операционна система за цифрови фотоапарати. Обаче когато става ясно, че пазарът за такива устройствата не е достатъчно голям, компанията се пренасочва към производство на операционна система за смартфони, която ще се конкурира с Symbian и Microsoft Windows Mobile. Android Inc. разработва продукта си тайно, разкривайки само, че работи върху софтуер за мобилни телефони. През същата година обаче парите на Рубин свършват и компанията е пред фалит. Стив Пърлман, близък приятел на Рубин, му дава $10 000 в брой, но отказва дял от компанията.
През юли 2005 г. Google купува Android Inc. за $50 милиона, като ключовите служители, включително Рубин, Майнър и Уайт, остават в компанията и след това. Тогава не се знае много за Android Inc., но повечето хора предполагат, че Google планира да навлезе в пазара на мобилни телефони с този ход. Екипът, ръководен от Рубин, разработва в Google платформа за мобилни устройства на основата на Linux. Google предлага на пазара платформата на производителите на мобилни телефони, като дава обещанието за предоставяне на система, която ще се подобрява за в бъдеще.
Най-ранният прототип с кодово име Sooner е разработен през 2006 г. за телефон, като този на BlackBerry – без сензорен екран и с физическа QWERTY клавиатура, но по-късно е проектиран да поддържа сензорен екран, за да се конкурира с други излизащи на пазара устройства, като LG Prada (2006 г.) и Apple iPhone (2007 г.).
На 5 ноември 2007 г. се създава Open Handset Alliance, консорциум от технологични компании, включващ Google, производители на устройства – HTC, Sony и Samsung, мобилни оператори – Sprint Nextel и T-Mobile, и чипсет производители – Qualcomm и Texas Instruments, с цел да се разработят отворени стандарти за мобилни устройства. На този ден Android е представен като първия продукт на Open Handset Alliance. На 22 октомври 2008 г. на пазара излиза HTC Dream – първият смартфон с операционна система Android. 
От 2008 г. Android претърпява многобройни актуализации, които постепенно подобряват операционната система, добавят нови функции и поправят грешките в предишните версии. Всяка основна версия е наречена на десерт или сладкиш в азбучен ред; например версия 1.5 Cupcake („кекс“) е последвана от 1.6 Donut („поничка“). През 2010 г. Google стартира своята Nexus серия устройства – смартфони и таблети, работещи с операционната система Android, направени от компании за смартфони. HTC работят с Google, за да пуснат първия смартфон Nexus – Nexus One. След това Google актуализира серията с
по-нови устройства, като например телефона Nexus 5 (направен от LG) и таблета Nexus 7 (направен от ASUS). Целта на тези Nexus устройства е да покажат най-новите разработки на софтуера и хардуера на Android. От 2013 г. до 2015 г., Google също предлагат няколко Google Play Edition устройства през Google Play. Това са Android телефони и таблети, направени единствено от Google, които също работят с последната версия на Android.
От 2010 до 2013 г. Hugo Barra е говорител на компанията и представя продуктите на Android на пресконференции и на Google I/O (годишна конференция на Google). Barra представя цялата Android екосистема от софтуер и хардуер, включително Honeycomb, Ice Cream Sandwich, Jelly Bean и KitKat, както и смартфоните Nexus 4 и Nexus 5, и таблетите Nexus 7 и Nexus 10, както и други свързани с тях продукти. Също така Google Now и Google Voice Search – продукт на Google, сравним със Siri на Apple. През 2013 г. Barra напуска отбора на Android и отива в китайския производител на смартфони Xiaomi.
През същата година Лари Пейдж обявява в своя блог, че Анди Рубин е преместен от Android, за да поеме нови проекти на Google. Той е заменен от Sundar Pichai,
който става новият ръководител на Android и Chrome OS. По-късно той е заменен от Hiroshi Lockheimer, когато Pichai стана главен изпълнителен директор на Google.
През 2014 г. Google стартира Android One – серия от смартфони, основно насочени към клиенти в развиващия се свят. През май 2015 г. Google обявява проекта Brillo, които е съкратена версия на Android и е предназначена за „интернет на нещата“ (Internet of Things, IoT).

## Особености

### Интерфейс
Интерфейсът е базиран на директна манипулация – директно се управлява чрез докосване на екрана. Самите докосвания отговарят на действия от реалния живот, като плъзгане и почукване, чрез тях се манипулират обектите на екрана и виртуалната клавиатура. Интерфейсът е проектиран да отговаря моментално на зададените от потребителя задачи. Наличният хардуер, като например акселерометър, жироскоп и сензор за близост, се използва от някои приложения в отговор на допълнителни действия на потребителя. Например променяне на ориентацията на екрана от портретен в пейзажен режим в зависимост от това как е ориентирано устройството.
При включване устройствата зареждат начален екран, по подобие на работния плот при персоналните компютри. Началният екран е съставен от икони и джаджи. Иконите отварят свързаните с тях приложения, а джаджите са по скоро за показване на информация в реално време, например прогноза за времето. Началният екран може да бъде съставен от няколко страници, между които потребителят може да преминава чрез плъзгане. Повечето производители персонализират начина, по който изглеждат техните разновидности на Android, за да се разграничат от конкурентите си.
В горната част на екрана се намира лентата за състоянието, показваща информация относно устройството и неговата свързаност, например наличието на обхват или мобилни данни. Лентата за състоянието може да се плъзне надолу, като така се показва лентата с известията, където приложенията показват важна информация или известяват за обновяване, например получаване на SMS или имейл. Известията се показват, докато не ги прочетете, като почукате два пъти върху тях или ги отхвърлите, като ги плъзнете настрани извън екрана.

### Приложения (Apps)
Приложенията (Apps), които разширяват функционалността на устройствата, са написани, използвайки Android software development kit (SDK), на езика Java, който има пълен достъп до Android APIs. Java може да се комбинира със С/С++ при разработката на приложения, като от версия 1.4 насам езикът Go също се поддържа, но не е препоръчителен. SDK притежава разнообразие от инструменти за разработка, включвайки дебъгер, софтуерни библиотеки, QEMU емулатор, документация, примерни кодове и ръководства. В началото официалното IDE на Google е Eclipse, който използва приставката Android Development Tools (ADT). През декември 2014 г. Google пуснаха Android Studio, базирано на IntelliJ IDEA, като свое основно IDE за Android.
Android притежава изобилие от приложения, които потребителят може да изтегли от магазина, който му позволява да ги инсталира, ъпгрейдва и премахва от устройството си. Google Play е главното приложение, инсталирано на устройствата, използващи Android, което се съобразява с изискванията на Google и което има лиценз за Google Mobile Services Software. Google Play позволява на потребителите да използват приложения, публикувани от Google и някои софтуерни разработчици. През юли 2013 приложенията достъпни за Android в Google Play били около 1 милион, а изтеглените такива към същия момент приближавали 50 милиарда.
Броят на новосъздадените приложения продължава да нараства със страхотна скорост. Всяка седмица в Google Play излиза нещо иновативно, което впоследствие бива използвано от милиони хора. Така магазинът за приложения на Google увеличава популярността си и убеждава хората, че Android е най-използваната система за мобилни устройства в света за момента.

### Управление на паметта
Android устройствата се захранват от батерия, поради което тяхната система е разработена така, че използването на енергия да е минимално, а не както при десктоп операционните системи, които имат постоянна връзка с външен източник. Когато приложението спира да се използва за дълъг период, системата автоматично изчиства паметта, която е използвало. От друга страна при приложения, които са затворени за кратък период от време, системата намалява използването на енергията и паметта, като пуска приложението да работи на заден план. Това е голямо удобство, имайки предвид, че не е нужно да се отваря приложението от начало, ако преди това си го затворил и ти е нужно предишното му състояние.
Android се справя с паметта автоматично и много ефективно. Когато има твърде много приложения, изискващи допълнително памет, системата спира тези, които не са били използвани от известно време, като започва от най-старото. Този процес не е видим за потребителя, за да не го кара да се занимава със спирането на приложенията и чистенето на заетата памет.

### Кодове
*#06# – IMEI (международен идентификатор на мобилно оборудване)

*#21# – Номер, през който се извършва пренасочване на изходящи повиквания и съобщения

*#62# – Номер, към който се извършва пренасочване на входящи повиквания и съобщения

##002# – Отмяна на всички видове пренасочвания

*#30# – Определяне номера на входящо повикване

*#33# – Информация за блокиране на изходящи повиквания, съобщения и други данни

*#43# – Изчакване на повикване

*4636#*#* – Информация за статистиката на телефона, батерията и употребата

*#*#7780#*#* – Нулиране на настройките. Изтриване само на приложения

*2767*3855# – Пълно нулиране на настройките, преинсталиране на фърмуера

*34971539#*#* – Пълна информация за камерата

*#*#273283*255*663282*** – Бързо архивиране на медийни файлове

*#*#197328640#*# – Режим на тестване на услугата

232339#*#* / *#*#526#*#* – Тестване на безжичната мрежа

*#*#232338#*#* Wi-Fi – Mac-адресът

*#*#1472365#*#* – Бърз GPS тест

*#*#1575#*#* – Различни GPS тестове

*#*#0283#*#* – Изпробване на Loopback

*#*#0*#*#* – Тест на течно-кристалния дисплей

*#*#0673#*#* / *#*#0289#*#* – Аудио тест

*#*#0842#*#* – Тест на вибрациите и фоновото осветление

*2663#*#* – Версия на сензорния екран

*2664#*#* – Тест на сензорен екран

****0588#*#* – Тест за сензора за близост

***3264#*#* – Версия на RAM

*#*#232331#*#* – Bluetooth-тест

*#*#7262626#*#* – Тест на GSM-сигнала

*#*#232337#*#* – Bluetooth-адрес

*#*#8255#*#* – Тест на услугата Google Talk

*#*#1234#*#* – Информация за фърмуера

*#*#1111#*#* – Версия на софтуера за свободна търговия

## Linux ядрото
Ядрото на Android е базирано на това в Linux. От април 2014 г. Android използва версия 3.4 или 3.10 на ядрото. Версията зависи от самото устройство и хардуера, с който разполага. Android е използвал много различни версии на ядрото, започвайки от версия 2.6.25 при Android 1.0.
Linux ядрото, използвано от Google в Android, има леки промени в архитектурата, като например включване на компоненти като биндър, ашмен и различна система за управление на паметта.
Флаш паметта, използвана от Android устройствата, е разцепена на няколко части, като /system за самата операционна система и /data за данните на потребителя и инсталираните приложения. За разлика от настолната версия на Linux Android не разрешава root достъп до операционната система и чувствителните части, като /system. Root достъп може да бъде получен чрез използването на слабите места в сигурността на Android, но по този начин потребителя се излага на риск от вируси и злонамерен софтуер.

## Архитектура
Основата на Android е ядрото на Linux (версия 2.6). То е отговорно за управлението на паметта и процесите, както и за мрежовите връзки. Тук са разположени и драйвърите.
Директно над ядрото се намира т.нар. Runtime Environment. Тя съдържа най-важните библиотеки по време на изпълнение и най-важната функционалност на езика Java. Тук се съдържа и виртуалната машина Dalvik Virtual Machine (DVM). Тя се различава от класическите виртуални машини на Java (Java Virtual Machine, JVM) по това, че е оптимизирана за мобилни уреди с малко памет. Оптимизацията позволява и едновременното изпълнение на няколко виртуални машини на същия уред.
Android съдържа няколко библиотеки на C/C++:
- Surface Manager (управлява достъпа до дисплея)
- OpenGL ES (приложно-програмен интерфейс за 3D компютърна графика), SGL (приложно-програмен интерфейс за 2D компютърна графика)
- Media Framework (управление на мултимедийно съдържание, на основата на OpenCORE, поддържа формати като MPEG4, H.264, MP3, AAC, AMR, JPG PNG и др.)
- FreeType (библиотека за рендъринг на пикселни и векторни шрифтове)
- SSL (криптиране)
- SQLite (бази данни)
- WebKit (рендъринг на HTML)
- Libc (версия на стандартната C-библиотека за Android)

Приложният фреймуърк (Application Framework) ползва библиотеките на C/C++ и предлага стандартизиран приложно-програмен интерфейс за програмистите на приложения.
Android се доставя с няколко приложения, сред които са комуникационните приложения за телефониране, електронна поща, SMS и браузър, както и Google Maps, календар и приложение за управление на контактите.

## Разпространение на платформите
Таблиците и диаграмите в тази секция показват статистически данни за различните платформи Android към края на 2021 г., използвани от потребителите. В статистиката не са включени устройства, които нямат достъп до Google Play (т.е. нямат лиценз за него). Такива устройства се наричат Forks.
| Версия      | Кодово наименование | Дата на излизане    | Ниво на API | Дистрибуция |
| ----------- | ------------------- | ------------------- | ----------- | ----------- |
| 15          | Vanilla Ice Cream   | 15 октомври 2024 г. | 35          |             |
| 14          | Upside Down Cake    | 4 октомври 2023 г.  | 34          |             |
| 13          | Tiramisu            | 15 август 2022 г.   | 33          |             |
| 12          | Snow cone           | 4 октомври 2021 г.  | 31          |             |
| 11          | Red Velvet Cake     | 8. 09 2020 г.       | 30          | 24,3%       |
| 10          | Quince Tart         | 3.09 2019 г.        | 29          | 26,5%       |
| 9           | Pie                 | 6 август 2018 г.    | 28          | 18,2%       |
| 8.1         | Oreo                | 5 декември 2017 г.  | 27          | 9,7%        |
| 8.0         | Oreo                | 21 август 2017 г.   | 26          | 4%          |
| 7.1         | Nougat              | 4 октомври 2016 г.  | 25          | 2,9%        |
| 7.0         | Nougat              | 22 август 2016 г.   | 24          | 3,4%        |
| 6.0.x       | Marshmallow         | 5 октомври 2015 г.  | 23          | 5,1%        |
| 5.1.x       | Lollipop            | 9 март 2015 г.      | 22          | 3,2%        |
| 5.0 – 5.0.2 | Lollipop            | 3 ноември 2014 г.   | 21          | 0,7%        |
| 4.4 – 4.4.4 | KitKat              | 31 октомври 2013 г. | 19          | 1,4%        |
| 4.3.x       | Jelly Bean          | 24 юли 2013 г.      | 18          | 0,1%        |
| 4.2.x       | Jelly Bean          | 13 ноември 2012 г.  | 17          | 0,3%        |
| 4.1.x       | Jelly Bean          | 9 юли 2012 г.       | 16          | 0,2%        |

Според доклада, публикуван в Android Studio, Android 11 R работи на 24,3% от всички активни устройства с Android. Въпреки това, това не е най-популярната версия на Android, тъй като на косъм пропуска Android 10, който заема първо място с 26,5% пазарен дял. Още през декември миналата година Google разкри, че Android 11 има най-бързата степен на усвояване от всяка версия на Android досега, надминавайки скоростта на приемане на Android 10 от същото време. Междувременно Android 9 Pie, който беше пуснат през 2018 г., заема трето място с дял от 18,2%, следван от Android 8.1 Oreo (9,7%). В данните не се споменава Android 12, което не е изненадващо, като се има предвид, че е пуснат октомври 2021 и се предлага само за няколко устройства.
Струва си да се спомене, че всяка версия с по-малко от 0,1% разпространение не е показана в тези данни. Така че има вероятност да има хиляди устройства с Android, работещи с по-стари версии, но само защото нямат повече от 0,1% от дела в общото активно инсталиране, те не са в този списък.

## Android Go
На 4 декември 2017 г. е пусната операционната система Android Go (официално Android (Go Edition)), облекчена версия на Android. Версията има за цел да насочи потребителите към бюджетни (по-евтини) смартфони. Android Go е предназначена за смартфони с 2 GB оперативна памет или по-малко. Става достъпна за пръв път за версията Android Oreo.

## Пазарен дял
Компанията Canalys изчислява, че през второто тримесечие на 2009 г. Android има дял от 2,8% от продажбите на смартфони в световен мащаб. От четвъртото тримесечие на 2010 г., той нараства до 33% от пазара и се превръща в най-продаваната платформа за смартфони, изпреварвайки Symbian. През третото тримесечие на 2011 г. Gartner оценява, че повече от половината (52,5%) от продажбите на смартфони са на Android. А през третото тримесечие на 2012 г. Android има 75% дял от световния пазар на смартфони, според изследователската компания IDC.
През юли 2011 г., Google заявява, че всеки ден се активират 550 000 нови Android устройства, като всяка седмица те нарастват 4,4%. През 2012 г. 500 милиона устройства са задействани с 1,3 милиона активации на ден. През май 2013 г. в Google I/O, Sundar Pichai обявява, че в световен мащаб има 900 милиона Android устройства.
Пазарният дял на Android варира в зависимост от местоположението. През юли 2012 г. „абонати на възраст 13+“ в Съединените щати, който използват Android са около 52%, и стигат до 90% в Китай. През третото тримесечие на 2012 г., пазарният дял за смартфони в света на Android е 75%, със 750 милиона активирани устройства. През април 2013 Android има 1,5 милиона активации на ден. Към май 2013 г. 48 милиарда приложения са инсталирани от магазина Google Play. Към юли 2013 г. в Google Play има над един милион публикувани приложения и над 50 милиарда изтеглени.
Проучване, проведено през април – май 2013 установява, че Android се използва от 71 % от мобилните разработчици. Успехът на операционната система става обект на много спорове, като част от така наречените „смартфон войни“ между технологичните компании.
Android устройствата представляват повече от половината от продажбите на смартфони в повечето пазари, включително и САЩ, а „само в Япония Apple е на върха“ (септември – ноември 2013). В края на 2013 г. над 1,5 милиарда Android смартфони са продадени през четирите години след 2010 г., правейки Android най-продаваната операционна система за смартфони и таблети. Три милиарда Android смартфони се очаква да бъдат продадени до края на 2014 г. (включително предходни години). Според изследователската компания Gartner, Android-базираните устройства бият по продажби всички претенденти, всяка година от 2012 г. насам. През 2013 г. продава повече устройства от Windows, iOS и macOS взети заедно.
Според StatCounter, който проследява само сърфирането в интернет, Android е най-популярната мобилна операционна система от август 2013 г. Според същата компания „използването на мобилни устройства вече застига това на десктоп в няколко страни, сред които Индия, Южна Африка и Саудитска Арабия“, включително Етиопия и Кения, в които използването на мобилни устройства е 72,23 %.
Според доклад от януари 2015 г. на Gartner, „Android надминава един милиард продажби на устройства през 2014 г. и ще продължи да расте с двуцифрени темпове през 2015 г. с 26 % увеличение на годишна база“.
Това го прави първата операционна система, достигнала повече от един милиард крайни потребители в рамките на една година, с достигането на близо 1,16 млрд. крайни потребители през 2014 г., Android доставят над четири пъти повече от IOS и OS X заедно, и над три пъти повече от Microsoft Windows. Gartner очаква целият пазар на мобилни телефони да „достигне два милиарда единици за 2016 г.“.
На 8 юли 2021 година Harmony OS на Huawei официално става конкурент на Android. Към юли 2021 г. над 30 милиона устройства вече работят с операционната система от Huawei. Компанията е определила план от 300 милиона устройства до края на 2021 г., които трябва да работят на базата на Harmony OS. Освен това една трета от тях трябва да са от компании на трети страни.